# Fernando Tapias Stahelin
Fernando Tapias Stahelin (Bogotá, 14 de julio de 1943-Miami, 27 de septiembre de 2015) fue un militar colombiano. Comandante general de las Fuerzas Militares de Colombia entre 1998 y 2002, durante el gobierno de Andrés Pastrana.

## Biografía
Descendiente de una familia de militares liberales. Se formó en la Escuela Militar de Cadetes General José María Córdova donde ingresó en 1961 y se graduó en 1963, en 1995 dirigió la Quinta División del Ejército Nacional, y se destacó por impulsar la modernización de las  Fuerzas Militares de Colombia, enfrentando las Tomas guerrilleras de las FARC-EP, el recrudecimiento del conflicto armado interno durante los diálogos de paz con las FARC-EP (enfrentando la crisis entre militares y gobierno y el "ruido de sables") y la retoma de la Zona de Distensión junto a los generales Jorge Enrique Mora Rangel , y Carlos Alberto Ospina Ovalle. También trabajo por impulsar el respeto a los Derechos Humanos durante la guerra y la implementación del Plan Colombia.  Se desempeñó como embajador de Colombia en la República Dominicana de 2002 a 2004. Entre 2008 y 2010 fue viceministro de Defensa,  organizó las 18 empresas del Grupo Social y Empresarial de la Defensa.

## Condecoraciones
Recibió 53 condecoraciones como la Cruz de Boyacá de Colombia, la Legión de Honor de Francia, la Medalla al Mérito de los Estados Unidos, obtuvo reconocimientos de las Universidad Jorge Tadeo Lozano y la Universidad Militar Nueva Granada de Bogotá con doctorado honoris causa en Administración.

## Muerte
Murió de un paro cardiorespiratorio en Miami.